# Амед (футбольный клуб)
«Амед» (тур. Amed SFK) — турецкий футбольный клуб из города Диярбакыр, в настоящее время выступающий во Второй лиге, третьей по уровню в системе футбольных лиг Турции. Домашние матчи команда проводит на стадионе «Диярбакыр», вмещающем около 33 000 зрителей.

## История
В 1990 году муниципальные власти Диярбакыра приобрели клуб «Меликахметспор», на основе которого был создан «Диярбакыр Беледиеспор». В 1993 году он получил название «Диярбакыр Бююкшехир Беледиеспор», а в 1999 году — «Диярбакыр Бююкшехир Беледиеси ДИСКИспор» (тур. Diyarbakır Büyükşehir Belediyesi DİSKİspor), по спонсорским причинам. На протяжении 1990-х и первой половины 2000-х годов клуб играл в Третьей лиге (четвёртый уровень), будучи второй командой в городе после «Диярбакырспора», выступавшего в те времена в том числе и в Суперлиге. В 2007 году он вышел во Вторую лигу, где провёл три сезона, но в 2010 году вновь вылетел в Третью лигу. Спустя три года «Диярбакыр ББ» вернулся во Вторую лигу.
В октябре 2014 года клуб сменил своё название на «Амед» без официального одобрения, и поэтому был оштрафован Турецкой федерацией футбола.
В начале 2016 года «Амед» одержал сенсационную победу над «Бурсаспором» и вышел в четвертьфинал Кубка Турции. После этого успеха его болельщики были отстранены от участия в следующем матче против «Фенербахче» Турецкой федерацией футбола. Она также отстранила полузащитника «Амеда» Дениза Наки на беспрецедентные 12 игр за твиты и оштрафовала его примерно на 7000 долларов. Кроме того, полиция провела обыск в офисах клуба, изъяв их компьютеры по подозрению, что политически спорный твит, возможно, был послан оттуда.
Согласно интервью, которое немецкая газета Die Zeit взяла у представителей «Амеда», клуб испытывал определённые трудности из-за того, что Турецкая федерация футбола и турецкие власти рассматривают его как символ курдской идентичности. Флаги на курдском языке запрещены к показу на стадионах, а с декабря 2015 года болельщикам «Амеда» было запрещено посещать выездные матчи чемпионата. После этого запрета около 500 болельщиков отправились на выездной матч, не демонстрируя символику и цвета своей команды, но когда они начали выражать радостные эмоции по поводу забитого их командой гола, у них возник конфликт с болельщиками противной команды и полицией, и им пришлось покинуть стадион до конца матча. С января 2016 года по февраль 2019 года болельщикам «Амеда» было запрещено посещать выездные матчи своей мужской футбольной команды в течение 64 матчей. Также они не могли присутствовать на выездных играх женской команды с 2018 по февраль 2019 года.